# مرکز بین‌المللی زندگی‌نامه‌ها

مرکز بین‌المللی زندگی‌نامه‌ها (به انگلیسی: International Biographical Centre) یا مرکز بین‌المللی بیوگرافی در کمبریج، متعلق به شرکت انتشارات مالزوز است. مقر این مؤسسه در شهر کمبریج قرار دارد. دولت استرالیای غربی این مؤسسه را جز فعالیت‌های کلاهبردارانه دسته‌بندی کرده‌است و برخی آن را «دفترچه تلفنی با یک جلد چرمی قلابی» یا «دائرةالمعارفی برای هالو ها» می‌نامند. وزارت علوم ایران نیز این مرکز را بی‌اعتبار خوانده است.

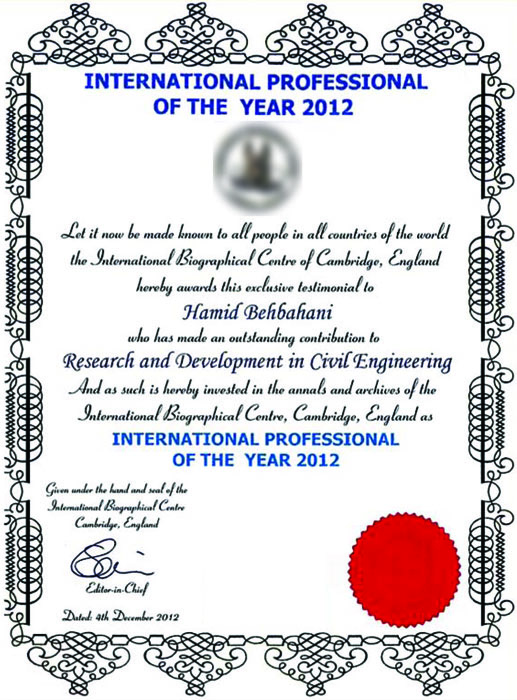
مدرک «متخصص برگزیده سال» متعلق به حمید بهبهانی

## ملاک انتخاب افراد به ادعای خود مؤسسه
این مؤسسه در وبگاه خود ادعا می‌کند که تنها عامل ورود مدخل یک شخص شایستگی آن فرد می‌باشد و هیچ وقت بابت وارد کردن مدخل فردی مبلغی دریافت نمی‌شود؛ ولی افرادی که پول بیشتری پرداخت کنند فضای بیشتری در مدخل آن‌ها داده خواهد شد. انتخاب و گزینش شایستگی افراد با ارسال دعوتنامه به موسسات انجام می‌شود که افرادی دیگر را معرفی نمایند یا به وسیلهٔ شخص ثالثی معرفی شوند. همچنین این امکان وجود دارد که خود را از طریق وب‌گاه این مرکز به آن‌ها معرفی نمایید.
IBC درایجاد جوایز و دادن آن به افراد زیادی تخصص دارد. هر جایزه برای «دریافت‌کننده» آن بسته به شهرت فرد بین ۵۰۰ الی ۱۴۹۵ دلار آمریکا خرج برمی‌دارد.
موسسه زندگی‌نامه‌های آمریکا و مرکز زندگی‌نامه‌های بین‌المللی هر ساله یک گردهمایی تحت عنوان «کنگره بین‌المللی علم، فرهنگ و هنر در قرن» برگزار می‌کنند. این گردهمایی برای هنرمندان، دانشمندان، متخصصان و مربیانی که زندگی‌نامه آن‌ها نوشته شده فرصتی ایجاد می‌کند تا آثار خود را ارائه دهند. افراد دارای زندگی‌نامه انتخاب شده در این کنگره سمینارهایی را ارائه می‌دهند.

## انتقادات
این مؤسسه در قبال دریافت مبلغ ۱۹۵ دلار هرکسی را به عنوان مرد سال علمی معرفی می‌کند و در صورتی که بخواهد نام وی روی نقره حک شود ۳۶۰ دلار دریافت می‌کند. این مؤسسه هیچ ارتباطی با دانشگاه کمبریج ندارد و نیز از سوی وزارت علوم جمهوری اسلامی ایران نامعتبر اعلام شده‌است. با این وجود برخی از افراد شناخته شده در ایران در سوابق خود به این مؤسسه استناد می‌کنند.

## سرشناسان دارای مدرک از این مرکز
- حمید بهبهانی به عنوان «متخصص برگزیده سال». که پس از دریافت این مدرک، به غیر از بی اعتباری آن، هزینه چهل میلیون تومانی آگهی تبریک برای آن نیز موجب انتقاد شد![۴][۵]
- محمدمهدی زاهدی به عنوان «نابغه ریاضی قرن». این امر مورد اعتراض یکی از نمایندگان مجلس شد.[۲]
- محمود حسابی به عنوان «مرد علمی سال». این امر موجب اعتراض رضا منصوری شد.[۶]
- صدیق افغان به عنوان "مرد علمی سال" که در ابتدا باعث تقدیر از او توسط دولت افغانستان شد.[۷][۸]